# رایانامه‌خوان

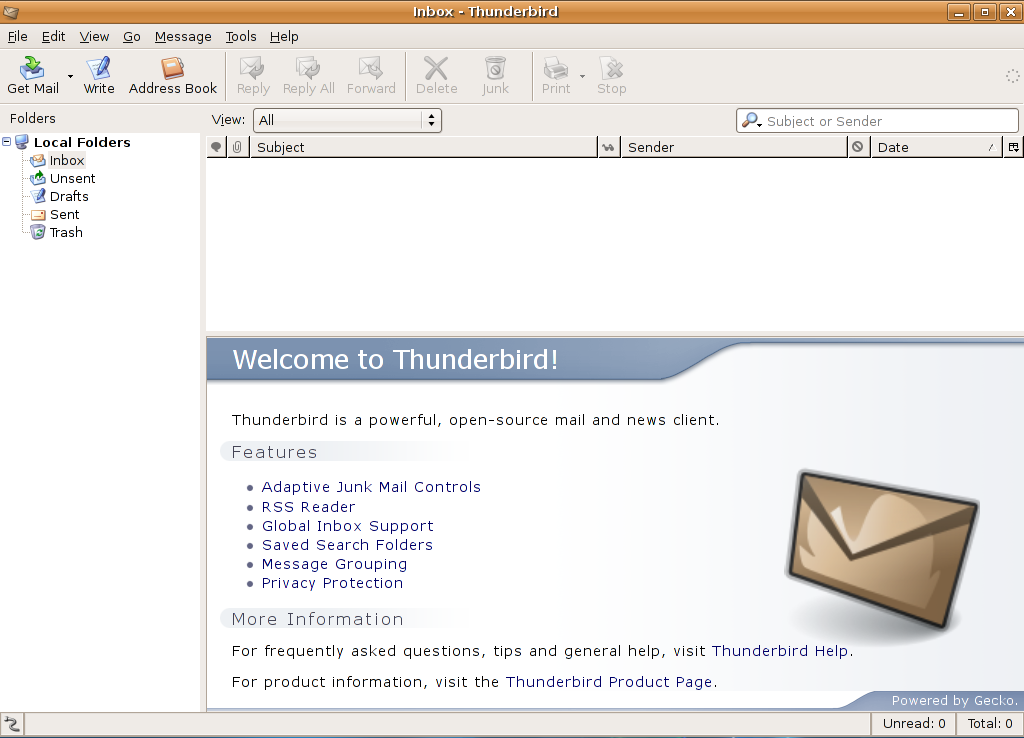
نمایی از رایانامه خوان موزیلا تاندربرد در سیستم عامل لینوکس

رایانامه خوان (به انگلیسی: Email reader) یا کارخواه رایانامه (به انگلیسی: Email client) یک برنامه رایانه‌ای است که برای دسترسی و مدیریت رایانامه (ای‌میل) های کاربر مورد استفاده قرار می‌گیرد.
برای دسترسی به صندوق پستی معمولاً نیاز است تا کارخواه‌های رایانامه بر روی رایانه محلی نصب شوند اما برخی امکان نصب قابل‌حمل را ارائه می‌دهند.  مایکروسافت آوت لوک، موزیلا تاندربرد، و اوولوشن نمونه‌هایی از کارخواه‌های رایانامه هستند.
برخی از برنامه‌های رایانامه‌خوان وبی نیز گاهی به عنوان کارخواه رایانامه عنوان می‌شوند ولی اصطلاح معمول‌تر رایانامه‌ وبی است. جی‌میل، یاهو! میل، و هات‌میل از شناخته شده‌ترین رایانامه‌‌های وبی هستند.

## همچنین ببینید
- عامل انتقال پیغام (MTA)
- قرارداد ساده نامه‌رسانی